# Cratere di Boxhole
Il cratere di Boxhole è un cratere meteoritico situato nel Territorio del Nord, in Australia alle coordinate -22,62° Sud e 135,2° Est (22°36’45’’S, 135°11’47’’E) a circa 170 km a Nord-Est di Alice Springs. Il cratere si trova sul fianco meridionale di un'altura orientata in direzione Nord/Ovest-Sud/Est nei pressi di un'azienda per allevamento di ovini situata in località Dneiper: il cratere è esposto in superficie ed è considerato di origine meteorica certa. Il cratere si è formato su un terreno costituito da rocce metamorfiche precambriane ricoperte di sedimenti del Quaternario.

## Scoperta
L'effettiva data di scoperta del cratere non è nota. La struttura era conosciuta dagli aborigeni probabilmente dalla più remota antichità, ma essi non conoscevano la sua origine; il loro mancato interesse probabilmente implica che essi non assistettero alla sua formazione e che quindi essa deve essere antecedente al loro arrivo sul territorio in cui si trova: non risulta che esploratori europei abbiano visitato il cratere prima della sua scoperta ufficiale.
 
La data ufficiale della sua scoperta risale al 1937 quando un tosatore di pecore del posto, Joe Webb, contattò Cecil Thomas Madigan, professore di geologia presso l'Università di Adelaide e gli fece visitare il sito per fargli esaminare il cratere e strani frammenti rocciosi presenti nel terreno circostante.

## Dimensioni
Il cratere, non perfettamente circolare, ha un diametro compreso tra i 170 e i 190 metri; la sua profondità subito dopo l'impatto era di 30 metri, mentre attualmente è di circa 16 metri; il bordo esterno è sopraelevato di circa 5 metri rispetto al terreno circostante.

## Età
L'età dell'impatto che ha generato il cratere non è ancora stata stabilita con certezza, in quanto sono stati usati due diversi metodi che hanno dato risultati notevolmente diversi:
1. metodo del Carbonio-14: Parmatma S. Goel e Truman P. Kohman nel 1963 ottennero un'età di 5.400 ± 1.500 anni.[4]
2. metodo del Berillio-10/Alluminio 26: Eugene Merle Shoemaker & altri nel 2005 indicano un'età di ~ 30.000 anni.[3][5]

Nel 1972 Daniel J. Milton aveva ipotizzato che il cratere di Boxhole si fosse formato assieme ai crateri di Henbury situati a circa 250 km a Sud-Ovest di quello di Boxhole, in quanto entrambi i meteoroidi che li avevano prodotti erano costituiti da ottaedriti medie di tipo IIIAB e nel 1963 Goel e Kohman avevano ottenuto col carbonio 14 date sovrapponibili per i due impatti (5.400 ± 1.500 anni per Boxhole e 4.200 ± 1.900 per Henbury), ma le successive datazioni ottenute con metodi più attendibili hanno screditato questa ipotesi.

## Corpo originante
Sulla base dei frammenti meteorici rinvenuti, il corpo progenitore era una siderite di tipo IIAB  o IIIAB, contenente una relativamente bassa percentuale di nichel.

## Traiettoria
Il meteoroide ha seguito una traiettoria da Nord a Sud con un basso angolo d'impatto .

## Frammenti meteorici ed ejecta
Non è possibile avere una visione complessiva dei residui del corpo impattante in quanto purtroppo molti frammenti del meteoroide sono stati raccolti da privati senza che i ricercatori fossero informati dei punti di rinvenimento e del peso degli esemplari rinvenuti. 
Madison rinvenne al momento della scoperta frammenti a 140 metri ad Est del cratere  conservati presso il Museo dell'Australia Meridionale, un museo di storia naturale situato ad Adelaide: il più grande frammento rinvenuto di questa caduta, una massa di 82 kg, è conservato presso il Museo di storia naturale di Londra.
Ejecta furono rinvenute fino a 300 metri a sud del cratere, non ne furono rinvenute a Nord: la distribuzione degli ejecta suggerisce una frammentazione aerodinamica del meteoroide all'entrata nell'atmosfera terrestre .

## Il cratere e gli Aborigeni
La relativa giovane età di formazione del cratere e la lunga presenza degli Aborigeni dell'Australia ha fatto sorgere l'ipotesi che gli Aborigeni del luogo possano aver assistito alla caduta del meteoroide che creò il cratere di Boxhole, tuttavia tutti i ricercatori a partire da Madigan in poi affermano che essi non mostrano interesse per la struttura e non hanno leggende o racconti in proposito .
È tuttavia da ricordare che un frammento del meteoroide è stato rinvenuto nella catena montuosa di Harts Range a 60 km a Sud del cratere di Boxhole; lo studioso australiano John Robert de Laeter ritiene che esso sia stato trasportato sul luogo di rinvenimento dagli Aborigeni.